# Jaume Nomen
| (19539) Anaverdu        | 14. Mai 1999       |
| (19776) Balears         | 4. August 2000     |
| (19783) Antoniromanya   | 27. August 2000    |
| (20621) 1999 TK11       | 9. Oktober 1999    |
| (23318) Salvadorsanchez | 20. Januar 2001    |
| (24048) Pedroduque      | 10. Oktober 1999   |
| (25470) 1999 XW35       | 6. Dezember 1999   |
| (25472) Joanoro         | 6. Dezember 1999   |
| (32530) 2001 PW12       | 12. August 2001    |
| (32541) 2001 QF2        | 17. August 2001    |
| (32625) 2001 RZ45       | 15. September 2001 |
| (34873) 2001 UF6        | 20. Oktober 2001   |
| (37391) Ebre            | 1. Dezember 2001   |
| (38671) Verdaguer       | 7. August 2000     |
| (51872) 2001 PN9        | 10. August 2001    |
| (54676) 2000 YP12       | 25. Dezember 2000  |
| (55211) 2001 RL43       | 13. September 2001 |
| (55597) 2002 RO66       | 7. September 2002  |
| (55614) 2002 TJ59       | 4. Oktober 2002    |

Jaime (Jaume) Laureano Nomen Torres (* 23. Juni 1960 in Tortosa in der Provinz Tarragona) ist ein katalanischer Kieferchirurg, Amateurastronom und Asteroidenentdecker.
Er ist aktives Mitglied der GEA (Groupe d’Etudes Astronomiques) und Direktor des Unicorn Projects 3SSS, das drei automatische Teleskope mit einem Durchmesser von 61 cm am Observatorium Piera, am Observatorium von L’Ametlla de Mar und am Costitx-Observatorium aufstellt um die Kapazitäten für die Entdeckung und Beobachtung von Asteroiden zu verbessern.
Er entdeckte im Zeitraum von 1999 bis 2002 insgesamt 55 Asteroiden.
Der Asteroid (56561) Jaimenomen wurde 2004 nach ihm benannt.